# The Point (Panama)
The Point è un grattacielo di 67 piani a Panama, capitale di Panama.

## Caratteristiche
Alto 266 metri, il lussuoso edificio gode di quella che molti hanno definito la migliore posizione nella città di Panama. Grazie alla sua posizione privilegiata e all'altezza, The Point è visibile da quasi tutti i punti della città.
Al momento del suo completamento, The Point era l'edificio più alto di tutta l'America Latina.